# Penzai járás
A Penzai járás (oroszul Пензенский район) Oroszország egyik járása a Penzai területen. Székhelye Kondol.

## Népesség
- 1989-ben 41 323 lakosa volt.
- 2002-ben 41 318 lakosa volt, akik főleg oroszok, mordvinok és tatárok.
- 2010-ben 51 308 lakosa volt, melynek 87,2%-a orosz, 6,8%-a mordvin, 3,6%-a tatár.